# Саиновина
Саиновина је насеље у Србији у општини Чајетина у Златиборском округу. Према попису из 2022. било је 553 становника.

## Демографија
У насељу Саиновина живи 659 пунолетних становника, а просечна старост становништва износи 40,7 година (40,6 код мушкараца и 40,9 код жена). У насељу има 260 домаћинстава, а просечан број чланова по домаћинству је 3,12.
Ово насеље је великим делом насељено Србима (према попису из 2002. године), а у последњем попису, примећен је мањи пораст у броју становника.
|  |

| Демографија | Демографија | Демографија |
| Година      | Становника  | Становника  |
| ----------- | ----------- | ----------- |
| 1948.       | 1.126       |             |
| 1953.       | 1.174       |             |
| 1961.       | 1.195       |             |
| 1971.       | 1.305       |             |
| 1981.       | 1.053       |             |
| 1991.       | 754         | 752         |
| 2002.       | 810         | 814         |

| Етнички састав према попису из 2002.‍ | Етнички састав према попису из 2002.‍ | Етнички састав према попису из 2002.‍ | Етнички састав према попису из 2002.‍ | Етнички састав према попису из 2002.‍ |
| ------------------------------------ | ------------------------------------ | ------------------------------------ | ------------------------------------ | ------------------------------------ |
|                                      |                                      |                                      |                                      |                                      |
| Срби                                 | Срби                                 |                                      | 800                                  | 98,76%                               |
| Муслимани                            | Муслимани                            |                                      | 1                                    | 0,12%                                |
| непознато                            | непознато                            |                                      | 8                                    | 0,98%                                |

| Година пописа     | 1948. | 1953. | 1961. | 1971. | 1981. | 1991. | 2002. |
| ----------------- | ----- | ----- | ----- | ----- | ----- | ----- | ----- |
| Број домаћинстава | 184   | 202   | 218   | 295   | 248   | 192   | 260   |

| Број чланова      | 1  | 2  | 3  | 4  | 5  | 6  | 7 | 8 | 9 | 10 и више | Просек |
| ----------------- | -- | -- | -- | -- | -- | -- | - | - | - | --------- | ------ |
| Број домаћинстава | 62 | 54 | 42 | 37 | 38 | 17 | 8 | 1 | 0 | 1         | 3,12   |

| Пол    | Укупно | Неожењен/Неудата | Ожењен/Удата | Удовац/Удовица | Разведен/Разведена | Непознато |
| ------ | ------ | ---------------- | ------------ | -------------- | ------------------ | --------- |
| Мушки  | 358    | 118              | 204          | 25             | 11                 | 0         |
| Женски | 332    | 59               | 203          | 61             | 9                  | 0         |
| УКУПНО | 690    | 177              | 407          | 86             | 20                 | 0         |

| Пол    | Укупно                    | Пољопривреда, лов и шумарство | Рибарство                            | Вађење руде и камена | Прерађивачка индустрија       |
| ------ | ------------------------- | ----------------------------- | ------------------------------------ | -------------------- | ----------------------------- |
| Мушки  | 172                       | 37                            | 0                                    | 0                    | 65                            |
| Женски | 113                       | 18                            | 0                                    | 0                    | 37                            |
| УКУПНО | 285                       | 55                            | 0                                    | 0                    | 102                           |
| Пол    | Производња и снабдевање   | Грађевинарство                | Трговина                             | Хотели и ресторани   | Саобраћај, складиштење и везе |
| Мушки  | 2                         | 10                            | 14                                   | 12                   | 16                            |
| Женски | 0                         | 2                             | 21                                   | 11                   | 3                             |
| УКУПНО | 2                         | 12                            | 35                                   | 23                   | 19                            |
| Пол    | Финансијско посредовање   | Некретнине                    | Државна управа и одбрана             | Образовање           | Здравствени и социјални рад   |
| Мушки  | 0                         | 0                             | 6                                    | 1                    | 1                             |
| Женски | 1                         | 0                             | 1                                    | 6                    | 9                             |
| УКУПНО | 1                         | 0                             | 7                                    | 7                    | 10                            |
| Пол    | Остале услужне активности | Приватна домаћинства          | Екстериторијалне организације и тела | Непознато            | Непознато                     |
| Мушки  | 3                         | 0                             | 0                                    | 5                    | 5                             |
| Женски | 3                         | 0                             | 0                                    | 1                    | 1                             |
| УКУПНО | 6                         | 0                             | 0                                    | 6                    | 6                             |